# Phodaga alticeps
Phodaga alticeps är en skalbaggsart som beskrevs av Leconte 1858. Phodaga alticeps ingår i släktet Phodaga och familjen oljebaggar. Inga underarter finns listade i Catalogue of Life.